# Vingtaine
Vingtaines, früher auch Vintaines, heißen die territorialen Untergliederungen von elf der zwölf Parishes (Gemeinden) von Jersey. Während es insgesamt 49 Vingtaines in diesen elf Gemeinden gibt, wird die Gemeinde Saint Ouen in sechs Cueillettes gegliedert. Früher wurden auch die zehn Parishes auf Guernsey in Vingtaines gegliedert.
Der Begriff „Vingtaine“ leitet sich vom französischen Zahlwort vingt (zwanzig) ab und bezeichnete ursprünglich einen Bezirk, der zwanzig Haushalte, Häuser oder Familien umfasste.
Nur die Vingtaine de la Ville in Saint Helier, der Hauptstadt von Jersey, wird weiter untergliedert, nämlich in zwei Kantone.
Auch heute noch werden die Vingteniers innerhalb ihrer Vingtaines als Mitglieder der kommunalen Ehrenpolizei gewählt. Auch im Fall der Cueilettes der Gemeinde Saint Ouen heißen die gewählten Amtsträger Vingteniers.
Die frühere Gliederung der zehn Parishes auf Guernsey in Vingtaines wurde aufgegeben. Die Vingtaines wurden auch Vintains genannt und unterstanden einem Vintonnier, einem ernannten Beamten, der die Abgaben für die Gemeinde erhob.
Heute ist der Begriff noch Namensbestandteil von Vingtaine de l'Epine für einen Teil der Gemeinde (parish) Vale. Des Weiteren wird die Gemeinde Saint Andrew in La Grande Vingtaine und La Petite Vingtaine gegliedert.

## Tabelle der Vingtaines von Jersey
| _id | Vingtaine                                  | Parish         | Fläche ha | Bevölkerung 2021-03-21 | Dichte pro km² |   |
| --- | ------------------------------------------ | -------------- | --------- | ---------------------- | -------------- | - |
| 1   | La Vingtaine de la Rocque                  | Grouville      | 98,35     | 914                    | 929,3          | 1 |
| 2   | La Vingtaine de la Rue                     | Grouville      | 220,25    | 441                    | 200,2          |   |
| 3   | La Vingtaine de Longueville                | Grouville      | 198,40    | 728                    | 366,9          |   |
| 4   | La Vingtaine des Marais                    | Grouville      | 304,40    | 3318                   | 1090,0         |   |
| 5   | La Vingtaine de la Moye                    | Saint Brélade  | 338,01    | 2161                   | 639,3          |   |
| 6   | La Vingtaine de Noirmont                   | Saint Brélade  | 342,39    | 2505                   | 731,6          |   |
| 7   | La Vingtaine des Quennevais                | Saint Brélade  | 483,90    | 5358                   | 1107,3         |   |
| 8   | La Vingtaine du Coin                       | Saint Brélade  | 163,16    | 988                    | 605,5          |   |
| 9   | Grande Vingtaine                           | St Clement     | 169,86    | 2292                   | 1349,3         |   |
| 10  | La Vingtaine de Samarès                    | Saint Clement  | 219,82    | 6875                   | 3127,6         | 2 |
| 11  | La Vingtaine du Rocquier                   | Saint Clement  | 49,11     | 758                    | 1543,5         |   |
| 12  | Canton de Bas de la Vingtaine de la Ville  | St Helier      | 33,22     | 1397                   | 4205,3         | 6 |
| 13  | Canton de Haut de la Vingtaine de la Ville | St Helier      | 179,65    | 9784                   | 5446,1         | 6 |
| 14  | La Vingtaine de Bas du Mont au Prêtre      | St Helier      | 44,96     | 5780                   | 12855,9        |   |
| 15  | La Vingtaine de Haut du Mont au Prêtre     | St Helier      | 189,02    | 2939                   | 1554,9         |   |
| 16  | La Vingtaine du Mont à l'Abbé              | St Helier      | 334,48    | 7207                   | 2154,7         |   |
| 17  | La Vingtaine du Mont Cochon                | St Helier      | 125,89    | 1989                   | 1580,0         |   |
| 18  | La Vingtaine du Rouge Bouillon             | St Helier      | 56,92     | 6726                   | 11816,6        |   |
| 19  | La Vingtaine de Hérupe                     | St John        | 227,44    | 861                    | 378,6          |   |
| 20  | Vingtaine du Douet                         | Saint John     | 370,62    | 769                    | 207,5          |   |
| 21  | Vingtaine du Nord                          | Saint John     | 322,06    | 1421                   | 441,2          |   |
| 22  | La Vingtaine de la Vallée                  | St Lawrence    | 67,69     | 2046                   | 3022,6         |   |
| 23  | La Vingtaine du Coin Hâtain                | Saint Lawrence | 230,06    | 446                    | 193,9          |   |
| 24  | La Vingtaine du Coin Motier                | Saint Lawrence | 227,76    | 622                    | 273,1          |   |
| 25  | La Vingtaine du Coin Tourgis Nord          | Saint Lawrence | 91,18     | 560                    | 614,2          |   |
| 26  | La Vingtaine du Coin Tourgis Sud           | Saint Lawrence | 157,19    | 356                    | 226,5          |   |
| 27  | La Vingtaine du Haut de la Valle           | Saint Lawrence | 207,93    | 1531                   | 736,3          |   |
| 28  | La Vingtaine de Faldouet                   | St Martin      | 221,98    | 1107                   | 498,7          |   |
| 29  | La Vingtaine de la Quéruée                 | Saint Martin   | 186,18    | 1087                   | 583,8          |   |
| 30  | La Vingtaine de l'Église                   | Saint Martin   | 109,81    | 598                    | 544,6          |   |
| 31  | La Vingtaine de Rozel                      | Saint Martin   | 405,63    | 722                    | 178,0          | 3 |
| 32  | La Vingtaine du Fief de la Reine           | Saint Martin   | 104,53    | 434                    | 415,2          |   |
| 33  | Vingtaine du Nord                          | St Mary        | 359,69    | 539                    | 149,9          | 4 |
| 34  | La Vingtaine du Sud                        | Saint Mary     | 295,61    | 1279                   | 432,7          |   |
| 35  | La Cueillette de Grantez                   | St Ouen        | 206,05    | 542                    | 263,0          | 5 |
| 36  | La Cueillette de Millais                   | Saint Ouen     | 268,70    | 1452                   | 540,4          | 5 |
| 37  | La Cueillette de Vinchelez                 | Saint Ouen     | 293,79    | 947                    | 322,3          | 5 |
| 38  | La Cueillette de Léoville                  | Saint Ouen     | 347,43    | 446                    | 128,4          | 5 |
| 39  | La Grande Cueillette                       | Saint Ouen     | 298,48    | 583                    | 195,3          | 5 |
| 40  | La Petite Cueillette                       | Saint Ouen     | 119,38    | 236                    | 197,7          | 5 |
| 41  | Grande Vingtaine                           | St Peter       | 366,65    | 837                    | 228,3          |   |
| 42  | La Vingtaine de St, Nicolas                | Saint Peter    | 254,00    | 2102                   | 827,6          |   |
| 43  | La Vingtaine des Augerez                   | Saint Peter    | 183,15    | 506                    | 276,3          |   |
| 44  | La Vingtaine du Coin Varin                 | Saint Peter    | 140,20    | 312                    | 222,5          |   |
| 45  | Vingtaine du Douet                         | Saint Peter    | 230,92    | 1507                   | 652,6          |   |
| 46  | La Vingtaine de la Grande Longueville      | St Saviour     | 112,61    | 468                    | 415,6          |   |
| 47  | La Vingtaine de la Petite Longueville      | Saint Saviour  | 148,67    | 5109                   | 3436,5         |   |
| 48  | La Vingtaine de Maufant                    | Saint Saviour  | 239,25    | 1152                   | 481,5          |   |
| 49  | La Vingtaine de Sous la Hougue             | Saint Saviour  | 80,58     | 764                    | 948,1          |   |
| 50  | La Vingtaine de Sous l'Église              | Saint Saviour  | 158,16    | 4846                   | 3064,0         |   |
| 51  | La Vingtaine des Pigneaux                  | Saint Saviour  | 189,06    | 1565                   | 827,8          |   |
| 52  | La Vingtaine de la Croiserie               | Trinity        | 144,21    | 287                    | 199,0          |   |
| 53  | La Vingtaine de la Ville-à-l'Évêque        | Trinity        | 350,91    | 707                    | 201,5          |   |
| 54  | La Vingtaine de Rozel                      | Trinity        | 342,20    | 811                    | 237,0          |   |
| 55  | La Vingtaine des Augrès                    | Trinity        | 183,24    | 676                    | 368,9          |   |
| 56  | La Vingtaine du Rondin                     | Trinity        | 234,07    | 874                    | 373,4          |   |